# Mohamed Magroun
Mohamed Magroun est un athlète français, né à Hassi Jerbi Zarzis en Tunisie le 15 juillet 1959, adepte de la course d'ultrafond, champion de France des 100 km et trois fois champion de France des 24 heures.

## Biographie
Mohamed Magroun est champion de France des 100 km de Vendée en 2003 et trois fois champion de France des 24 heures en 2005 (deux championnats à Gravigny en avril et à Mulhouse en octobre) et en 2006 à Saint-Doulchard. Il est également deux fois médaillé d'argent aux championnats du monde IAU des 24 heures à Taipei en 2006 et à Drummondville en 2007. Il est médaillé d'or aux championnats du monde IAU des 24 heures par équipes de Brno en 2004 et médaillé d'or aux championnats d'Europe IAU des 24 heures par équipes de Gravigny en 2002.

## Records personnels
Statistiques de Mohamed Magroun d'après la Fédération française d'athlétisme (FFA) et la Deutsche Ultramarathon-Vereinigung (DUV) :
- 10 km route : 35 min 26 s en 2007
- 15 km route : 54 min 41 s en 2004
- 20 km route : 1 h 22 min 51 s en 2009
- Semi-marathon 1 h 19 min 30 s  en 2007
- Marathon : 2 h 35 min 26 s au marathon de La Rochelle en 1995[5]
- 50 km piste : 4 h 2 min 54 s aux championnats du monde IAU des 24 h de Vérone en 2001 (50 km split)
- 100 km route : 6 h 45 min 14 s aux championnats du monde IAU des 100 km de Chavagnes-en-Paillers en 1999[6]
- 6 heures route : 84,145 km aux 6 h de Belle-Isle en 2003
- 12 heures piste : 138,416 km aux championnats du monde IAU des 24 h de Vérone en 2001 (12 h split)
- 24 heures route : 257,881 km aux championnats d'Europe IAU des 24 h de Brno en 2004[2],[7]